# Don Costa
Don Costa (10 de julho de 1925 — 19 de janeiro de 1983) foi um produtor estadunidense de música pop e jazz, mais conhecido por seu trabalho com Frank Sinatra.

## Biografia
Nascido em Boston de uma família de origem italiana, começou a tocar violão desde menino e mudou-se para New York City para aperfeiçoa-se.
Pai da cantora Nikka Costa, da qual iniciou sua carreira compondo suas músicas no início da carreira. Morreu em 1983, de ataque cardíaco.

## Discografía parcial
- Music To Break A Sub-Lease (1958)
- The Theme From "The Unforgiven" (1960)
- Hollywood Premiere! (1962)
- Days Of Wine And Roses (1966)
- Modern Delights (1967)
- The Don Costa Concept (1969)